# Baenopsis baetica
Baenopsis baetica is een slakkensoort uit de familie van de Flabellinopsidae. De wetenschappelijke naam van de soort is voor het eerst geldig gepubliceerd in 1984 door Garcia-Gomez als Flabellina baetica.